# James M. McPherson
James M. McPherson (Valley City, 11 ottobre 1936) è uno storico statunitense.

## Biografia
Nato a Valley City, nello stato statunitense del Dakota del Nord, figlio di James Munro e Mirium (Osborn) McPherson. Studiò al  St. Peter High School e ottenne una Bachelor of Arts al Gustavus Adolphus College nel 1858 e il suo Ph.D. al Johns Hopkins University nel 1963.
Sposò Patricia Rosche da cui ebbe una figlia, Joanna Erika.
Nel 1989 venne premiato con il premio Pulitzer per la storia per Battle Cry of Freedom: The Civil War Era

## Opere
- The Struggle for Equality: Abolitionists and the Negro in the Civil War and Reconstruction. Princeton, NJ: Princeton University Press, 1964.
- The Negro's Civil War: How American Negroes Felt and Acted During the War for the Union. New York: Pantheon Books, 1965.
- Marching Toward Freedom: The Negro in the Civil War, 1861-1865. New York: Knopf, 1968.
- The Abolitionist Legacy: From Reconstruction to the NAACP. Princeton, NJ: Princeton University Press, 1975
- Ordeal by Fire: The Civil War and Reconstruction. New York: Knopf, 1982
- Lincoln and the Strategy of Unconditional Surrender. Gettysburg, PA: Gettysburg College, 1984.
- How Lincoln Won the War with Metaphors. Fort Wayne, IN: Louis A. Warren Lincoln Library and Museum, 1985.
- Battle Cry of Freedom: The Civil War Era. New York: Oxford University Press, 1988
- Abraham Lincoln and the Second American Revolution. New York: Oxford University Press, 1990.
- What They Fought For, 1861-1865. Baton Rouge: Louisiana State University Press, c1994.
- Drawn with the Sword: Reflections on the American Civil War. New York: Oxford University Press, 1996.
- For Cause and Comrades: Why Men Fought in the Civil War. New York: Oxford University Press, 1997.
- Is Blood Thicker than Water?: Crises of Nationalism in the Modern World. Toronto: Vintage Canada, c1998.
- Crossroads of Freedom: Antietam. Oxford; New York: Oxford University Press, 2002.
- The Boys in Blue and Gray. New York: Atheneum Books for Young Readers, c2002.
- Hallowed Ground: A Walk at Gettysburg. New York: Crown Journeys, 2003.
- This Mighty Scourge. New York: Oxford University Press, 2007.
- Tried by War: Abraham Lincoln as Commander in Chief, 2008.
- Abraham Lincoln. Oxford University Press, 2009.